# Una top model nel mio letto
Una top model nel mio letto (La Doublure) è un film del 2006 diretto da Francis Veber con Daniel Auteuil.

## Trama
François, parcheggiatore di un locale di lusso, vive una vita semplice e infelice, all'insegna di delusioni amorose e prese in giro dei colleghi. Un giorno, passando per caso vicino ad una top model, Elena, che sta discutendo col suo amante, Levasseur, un uomo sposato con una ricchissima donna alla quale deve la propria fortuna, la sua vita cambia radicalmente. Lo spasimante della modella lo convince infatti, dietro lauto compenso, a fingersi il fidanzato della ragazza, per fugare i dubbi della consorte. François e Elena vanno a vivere insieme a casa di lui e frequentano locali pubblici per farsi notare. Dalla frequentazione nasce una bella amicizia e una stima reciproca. La messa in scena riesce talmente bene che tutti credono alla loro relazione, dalla stampa agli amici e perfino Émilie, la ragazza che François vorrebbe sposare e che adesso lo allontana.
Dopo una serie di equivoci e fraintendimenti, François riesce a riconquistare la sua amata e rimettere a posto la propria vita, mentre Elena scopre la vera faccia di Levasseur, che non la ama e non lascerà mai la moglie, e se ne libera per sempre.

## Cameo
- Fanno una piccola comparsa, nella scena della sfilata, lo stilista Karl Lagerfeld e la modella Noémie Lenoir.

## Remake
Nel 2022 è stato prodotto e distribuito un remake statunitense, intitolato The Valet, diretto da Richard Wong e sceneggiato da Bob Fisher e Rob Greenberg. Il film è interpretato da Eugenio Derbez e Samara Weaving, Max Greenfield, Betsy Brandt, Marisol Nichols e Amaury Nolasco.